# Furanéol
Le furanéol est un composé organique naturel utilisé dans l'industrie des arômes alimentaires et des parfums. Il possède des tonalités de fraise ainsi que de sucre grillé. Il est présent dans les fraises et de nombreux autres fruits ; il est en partie responsable de l'odeur de l'ananas frais, du sarrasin et de la tomate. 

## Stéréoisomérisme
La molécule de furanéol possédant un atome de carbone asymétrique, elle est chirale et se présente donc sous la forme d'une paire d'énantiomères : 
| Furanéol (2 stéréoisomères) | Furanéol (2 stéréoisomères) |
| --------------------------- | --------------------------- |
| (S)-(–)-configuration       | (R)-(+)-configuration       |

Le stéréoisomère dextrogyre R est le responsable principal de l'odeur du furanéol